# La Voz de Melo
La Voz de Melo es una emisora de radio de Uruguay ubicada en la ciudad de Melo. Su programación es generalista.

## Historia
Fundada en 1942 por un joven llamado Rubén Lucas Botti, esta emisora tenía como principal objetivo establecer en la sociedad un espacio de comunicación en donde se encuentre la gente, después de la frustrada experiencia de Radio Electra en 1934.
Su primer estudio fue en la calle 25 de mayo 537,  32°22′21″S 54°10′09″O / -32.3724826, -54.1690822 con una antena estilo Marconi armada por Emilio Sempolis, puesta en marcha por Enrique Silva. Para los diez años, se cambia a su ubicación actual, en la calle Montevideo 721, actual Remigio Castellanos.
En esta emisora destacaron voces como la de León Cabrera, Carmen Albornoz, Luis María Burgos, Ney Sánchez, Roberto Soria, Néber Araújo, Walter Serrano Abella, y Saúl Urbina, voz símbolo de la emisora que estuvo en la emisora desde su fundación hasta 1983, y programas como Atención Cerro Largo, el más importante de todos, Domingos Uruguayos, y el Centro Operativo de Noticias, anteriormente llamado Punto 53.
Después de varios años, en donde la emisora era administrada por Kelvin Souza desde 1973, el doctor Marcelo Costa y el empresario agropecuario Luis Bengoechea asumen la dirección de la emisora, y establecen cambios que marcarían mucho en la audiencia, como la adquisición de una consola europea y un nuevo transmisor proveniente de Estados Unidos, inaugurados en 1992 y 1995 respectivamente, y la renovación del personal.
Actualmente, esta emisora cerrolarguense se destaca por poseer una programación que va desde periodísticos, musicales y deportivos hasta religiosos, que se emiten de lunes a domingos desde las 5 de la mañana hasta la medianoche.